# Radoš Bolčina
Radoš Bolčina, slovenski gledališki igralec, 10. marec 1965, Šempeter pri Gorici.
Od leta 1988 ustvarja v SNG Nova Gorica, kjer ima status prvaka.

## Filmografija
- V imenu ljudstva 3 (2023)
- Inventura (2022)
- Desperado tonic (2004)
- Okus krvi (1996)
- Koza je preživela (1991)